# 无声告白
《无声告白》（英語：Everything I Never Told You）是伍綺詩2014年发表的处女作长篇小说。本书是2014年亚马逊年度最佳书籍。小说围绕一个华裔-美国人的混血家庭，排行中间的女儿莉迪亚被发现在淹死一个湖里。伍绮诗用了六年时间、历经四个不同的草稿写就这部小说。

## 情节
1977年5月3日，李家排行中間的莉迪亚·李失踪了。几天后，在小镇里抽干湖水的湖底发现她的尸体。莉迪亚的父母，詹姆斯和玛丽琳对于女儿的死感到震惊。在警察调查过程中，她的父母惊讶地发现，莉迪亚与他们印象中的受欢迎、成绩好完全相反，她实际上是个孤独的人，几乎没有朋友，成绩也已经严重下滑。
孩子的死，根源在于他们的父母，作者回顾了詹姆斯和玛丽琳的过去。詹姆斯——中国移民家庭的天才孩子——渴望成为一名大学教授。1957年，他在哈佛大学教授美国文化时认识了玛丽琳。玛丽琳从小就讨厌她的家庭主妇母亲，并且渴望成为一名医生。当她认识詹姆斯，并且感到詹姆斯所受到的种族歧视和自己受到的性别歧视相似，她与詹姆斯有了亲密感，两人恋爱了。发现怀孕后，玛丽琳迅速与詹姆斯安排了婚礼，当玛丽琳的母亲了解詹姆斯是亚裔后，曾在婚礼上试图阻止。
玛丽琳打算在儿子内斯出生回校继续学习并成为一名医生，但第二次怀孕生下莉迪亚并在家中做了八年的家庭主妇。接到关系疏远的母亲去世的消息后，玛丽琳回到童年的家中处理母亲的后事，在意识到她成为了她母亲希望她做的家庭主妇后，她做了一个决定。在回家不久，她离家出走继续追求学业，并且在走的时候没有留下字条。詹姆斯认为她的出走是因为他和孩子们都是亚裔，她不再愿意承担来自外界的压力。
玛丽琳是在失踪的九周时间里，意识到自己怀上第三个孩子——汉娜。她回家后，意识到她将永远不会放弃孩子，也不会再去追求事业。相反，她开始鼓励莉迪亚成为医生，积极地训练她的数学和其他科学。在玛丽琳失踪期间，詹姆斯也开始偏袒莉迪亚而忽视内斯，詹姆斯认为内斯和他自己小时候一样没有朋友。内斯开始嫉妒莉迪亚，一天在湖边游玩时，内斯把不会游泳的莉迪亚推入湖中，然而，当莉迪亚跌入湖中后，内斯意识到是他和莉迪亚的不公平是父母的意愿，与莉迪亚无关，他错怪了莉迪亚。他把莉迪亚救了上来，两兄妹关系更加亲密。
当他们长大成少年后，莉迪亚在母亲的期待重压被压垮，并且不能跟上她母亲鼓励她上的高等课程。她也讨厌在父亲面前假装拥有很多朋友。她开始跟内斯憎恨的邻居杰克出去闲逛，杰克在小镇以玷污处女贞操出名。同时，过去几年被父母忽略的内斯获得了哈佛的入学通知。莉迪亚害怕被内斯遗弃，把内斯的录取通知书撕了。当莉迪亚被抓现行后，内斯和她的关系彻底决裂。莉迪亚找到杰克，希望能和他睡觉；然而，杰克告诉她，他是同性恋，他爱上了她的哥哥内斯，同时告诉她，浪荡子的形象也是自己假装的。回到家中，莉迪亚决定告诉她父母，自己成绩并不好，也没有朋友。想告诉内斯，即使他走了，她不会感到孤单，她不再依赖他。深夜，她来到湖边，跳入水中，希望能自己游回岸边。
现在，玛丽琳发现莉迪亚死后，詹姆斯和他的助教——同样是亚裔的路易莎——有了婚外恋。玛丽琳和詹姆斯吵架时，詹姆斯误以为玛丽琳对他们的婚姻感到失望，对三个孩子不是白人感到厌倦，詹姆斯离开了玛丽琳。最终，詹姆斯回来了，他和玛丽琳重新开始接纳对方。内斯还认为杰克应该对莉迪亚的死负责，他跑到湖边与杰克对质，不顾汉娜的阻止打了杰克，杰克并未还手，而是温柔地看着他。内斯在妹妹的劝架时被推入湖中，在湖里内斯意识到他永远无法理解莉迪亚的死，小说完结。

## 获奖
面对斯蒂芬·金和希拉里·曼特尔的作品竞争，《无声告白》依然脱颖而出，获得2014年亚马逊年度书籍奖。本书还获得了2015年马萨诸塞书奖、美国图书馆协会的2015年亚历克斯奖、亚太图书馆协会文学奖（成人小说）、Medici图书俱乐部奖。并且入围俄亥俄州书奖、约翰·克雷塞/新血匕首奖、和VCU/卡贝尔第一小说家奖。

## 电影改编
这本书被LD娱乐公司买下版权，获得奥斯卡奖提名的制片人迈克尔·德卢卡（Michael DeLuca）与朱莉·考克斯（Julie Cox）合作，以配合改编剧本。